# Tito Geganio Macerino
Tito Geganio Macerino (in latino Titus Geganius Macerinus; fl. V secolo a.C.) è stato un politico romano del V secolo a.C.

## Biografia
Tito Geganio Macerino fu eletto console nel 492 a.C. ed ebbe come collega Publio Minucio Augurino.
Come racconta Livio, il 492 a.C. non vi fu alcuna guerra e non vi furono altre sommosse popolari, ma i consoli dovettero fronteggiare l'emergenza alimentare derivante dall'abbandono dei campi; per questo i consoli inviarono delle delegazioni in giro per l'Italia per acquistare del grano.
A Cuma, il tiranno Aristodemo trattenne le navi come forma di indennizzo perché era l'erede di Tarquinio il Superbo; presso i Volsci e i loro vicini fu addirittura impossibile negoziare, e il grano dovette essere acquistato in Etruria e in Sicilia.
(Tito Livio, Ab Urbe condita libri, Libro II, 34.)
Inoltre, per fronteggiare una possibile nuova guerra contro i Volsci, rafforzarono la colonia di Velitrae e costruirono una nuova colonia a Norba.